# 티호노프 정칙화
티호노프 정칙화(Tikhonov regularization)는 안드레이 티호노프가 개발한 정칙화이다. 통계학에서는 능선회귀(Ridge regression)나 능형회귀라고 부른다. 최근 딥러닝에서는 L2 정칙화(L2 regularization)라고도 부른다.
기본적으로는 가중치의 제곱의 합을 목적함수에 더한다.